# آکورد خوشه‌ای

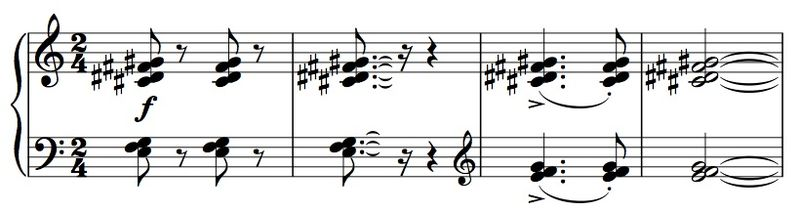
مثال ازآکورد خوشه‌ای، نت‌های بالایی کلیدهای سیاه و نت‌های پایینی کلیدهای سفید در پیانو است. در دو میزان آخر، صداهای خوشه‌ای از تراکم و نزدیکی بیشتری برخوردارند.

آکورد خوشه‌ای یا صدای خوشه‌ای (انگلیسی: Tone cluster) نوعی لحن موسیقی از صدای یک آکورد است که متشکل از حداقل سه صدای همسایه و چسبیده به هم در گام موسیقی است. نمونهٔ ابتدایی صدای خوشه‌ای بر اساس گام کروماتیک شکل می‌گیرد و توسط فاصلهٔ نیم‌پرده‌ای از هم جدا می‌شوند. به عنوان مثال اجرای همزمان نت‌های (دو، دو دیز، ر) روی کیبورد، یک صدای خوشه‌ای ایجاد می‌کند.
صدای خوشه‌ای می‌تواند از گام‌هایی مثل: گام دیاتونیک، گام پنتاتونیک یا ریزپرده باشد. در ساز پیانو، با اجرای همزمان کلیدهای سفیدِ همسایه، کلیدهای سفید با سیاه یا کلیدهای سیاه، صدای خوشه‌ای حاصل می‌شود.
در اکثر موسیقی‌های غربی، آکورد خوشه‌ای به عنوان صدایی نامطبوع شناخته می‌شود. خوشه‌بندی ممکن است با هر سازی یا گروه سازی که در آن سه صدا یا بیشتر وجود داشته باشد، اجرا شود. سازهای شستی‌دار برای آکوردهای خوشه‌ای مناسب‌ترند و به راحتی می‌توان هم‌زمان، چندین صدا را در کنار هم اجرا کرد.